# Delitto e castigo
Delitto e castigo (in russo Преступление и наказание?, Prestuplénie i nakazànie,  [prʲɪstʊˈplʲenʲɪje ɪ nəkɐˈzanʲɪje]) è un romanzo pubblicato nel 1866 dallo scrittore russo Fëdor Dostoevskij e ambientato a San Pietroburgo.
Insieme a Guerra e pace di Lev Tolstoj, fa parte dei romanzi russi più famosi e influenti di tutti i tempi. Esso esprime i punti di vista religiosi ed esistenzialisti di Dostoevskij, con una focalizzazione predominante sul tema del conseguimento della salvezza attraverso la sofferenza.

## Titolo
Il titolo Преступление и наказание in italiano significa Il delitto e la pena, e dipende dal trattato Dei delitti e delle pene (1764) di Cesare Beccaria, testo conosciuto in Russia grazie alla versione nella lingua locale del 1803. Nella prima versione italiana (1889) l'ignoto traduttore diede il titolo Il delitto e il castigo, questo perché lo aveva tradotto dal francese. Nella sua versione del 1884, Victor Derély aveva scelto come titolo Le crime et le châtiment, dove il termine châtiment in italiano può essere tradotto solo con la parola castigo, che non ha valenza giuridica. Tuttavia al termine russo nakazanie del titolo originale lo stesso Dostoevskij aveva attribuito l'accezione di "pena". Ciò traspare da una sua lettera al direttore della rivista Russkij Vestnik:
(Dostoevskij, Lettere)
Il titolo originale allude pertanto all'inizio del cammino di Raskòl'nikov, la "pena" in termini di castigo morale, cui seguono il riconoscimento della colpa commessa, il pentimento ed il rinnovamento spirituale. Tuttavia si è mantenuto il titolo (da ritenersi quindi erroneo) Delitto e castigo per una sorta di tradizione traduttiva.

## Struttura
Il romanzo è diviso in sei parti più un epilogo. Ogni parte contiene fra i cinque e gli otto capitoli, mentre l'epilogo ne ha due. L'intero romanzo è scritto in terza persona al passato da una prospettiva non onnisciente, perlopiù dal punto di vista del protagonista, Raskòl'nikov, sebbene si sposti anche su altri personaggi, come Dunja, Svidrigajlov e Sonja, durante la narrazione.
Nel 1971 fu pubblicata con il manoscritto annotato di Dostoevskij nella serie russa Monumenti letterari una scena rimasta fino ad allora inedita scritta in prima persona dal punto di vista di Raskòl'nikov. Una traduzione di quella scena è disponibile nella maggior parte delle edizioni moderne del romanzo.

## Trama
Lo svolgimento dei fatti è quasi tutto a Pietroburgo, nel corso di un'estate afosa. L'epilogo invece si svolge nella prigione-fortezza di una località non espressamente nominata, sulle rive del fiume Irtyš (fiume del bassopiano della Siberia occidentale). Dovrebbe trattarsi di Omsk, dove era presente una struttura per lavori forzati, conosciuta bene da Dostoevskij per avervi scontato egli stesso una condanna dal 1850 al 1854.
Il romanzo ha il suo evento chiave in un duplice omicidio dettato dall'ostilità sociale: quello premeditato di un'avida vecchia usuraia e quello imprevisto della sua mite sorella più giovane, per sua sfortuna comparsa sulla scena del delitto appena compiuto. L'autore delle uccisioni è il protagonista del romanzo, uno studente pietroburghese indigente, chiamato Rodion Romanovič Raskol'nikov. Il romanzo narra la preparazione dell'omicidio, ma soprattutto gli effetti psicologici, mentali e fisici che ne seguono.
Dopo essersi ammalato di febbre cerebrale ed essere stato costretto a letto per giorni, Raskòl'nikov viene sopraffatto da una cupa angoscia, frutto di rimorsi, pentimenti, tormenti intellettuali e soprattutto la tremenda condizione di solitudine in cui l'aveva gettato il segreto del delitto; presto subentra anche la paura di essere scoperto, che logora sempre di più i già provati nervi del giovane: per lui è troppo gravoso sostenere il peso dell'atto scellerato. Il delitto era stato compiuto: il castigo non era stata la Siberia, ma la desolazione emotiva e le peripezie che passò Raskol'nikov per arrivare infine, grazie a una povera giovane, Sonja, al pentimento della coscienza morale e alla confessione.
Fondamentale è infatti l'inaspettato incontro con Sonja, un'anima pura e pervasa di una fede sincera e profonda, costretta però a prostituirsi per mantenere la matrigna tisica e i fratellastri. La giovane offre la speranza e la carità della fede in Dio alla solitudine del nichilismo di Raskòl'nikov. Questo incontro sarà determinante per indurre il protagonista a costituirsi e ad accettare la pena. Ma il vero riscatto avverrà per l'amore di Sonja, che lo seguirà anche in Siberia.
Raskòl'nikov reputa di essere un "superuomo" e che avrebbe potuto commettere in modo giustificato un'azione spregevole - l'uccisione della vecchia usuraia - se ciò gli avesse portato la capacità di operare dell'altro bene, più grande, con quell'azione. In tutto il libro vi sono esempi di ciò: menziona Napoleone molte volte, pensando che, per tutto il sangue che versava, faceva del bene. Raskòl'nikov pensa di poter trascendere questo limite morale uccidendo l'usuraia, guadagnando i suoi soldi, ed usandoli per fare del bene. Sostiene che se Newton o Keplero avessero dovuto uccidere un uomo, o addirittura un centinaio di uomini, per illuminare l'umanità con le loro leggi e le loro idee, ne sarebbe valsa la pena.
Il vero castigo di Raskòl'nikov non è il campo di lavoro a cui è condannato, ma il tormento che sopporta attraverso tutto il romanzo. Questo tormento si manifesta nella suddetta paranoia, come anche nella sua progressiva convinzione di non essere un "superuomo", poiché non ha saputo essere all'altezza di ciò che ha fatto. Oltre al destino di Raskòl'nikov, il romanzo, con la sua lunga e varia lista di personaggi, tratta temi come la carità, la vita familiare, l'ateismo e l'attività rivoluzionaria, con la pesante critica che Dostoevskij muove contro la società russa coeva. Sebbene rifiutasse il socialismo , il romanzo sembra criticare anche il capitalismo che si stava facendo strada nella Russia di quel tempo.

## Personaggi

### Rodiòn Romànovič Raskòl'nikov

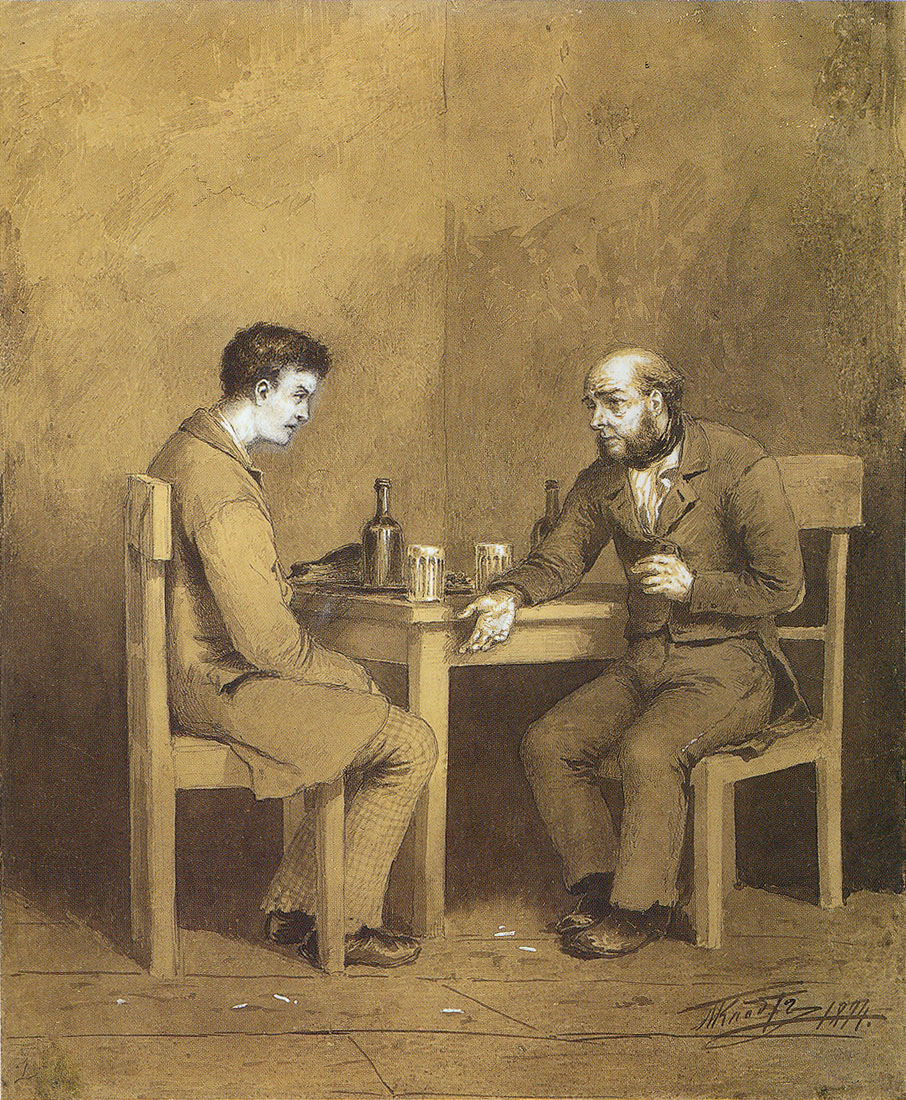
Raskolnikov e Marmeladov

Rodion Romanovič Raskol'nikov, chiamato anche Rodja e Rod'ka, è il protagonista dalla cui prospettiva, fondamentalmente, la storia è raccontata. Ha ventitré anni, è un ex studente di legge che ha abbandonato gli studi per problemi economici e vive in povertà in un appartamento minuscolo all'ultimo piano nei bassifondi di San Pietroburgo.
È caratterizzato da un forte livore verso ciò che lo circonda, il che lo induce ora ad atti di disperazione, ora a momenti di gaiezza e soddisfazione. Il fulcro del romanzo, in questi termini, si concentra specificamente sull'aspetto psicologico del personaggio. Commette l'omicidio nella convinzione di essere abbastanza forte per affrontarlo, di essere un Napoleone, ma la sua paranoia e la sua colpa lo inabissano presto. Solo nell'epilogo si realizza il suo castigo formale, dopo che ha deciso di confessare e porre termine alla sua alienazione.

### Sof'ja Semënovna Marmeladova
Sof'ja Semënovna Marmeladova, chiamata anche Sonja e Sònečka, è la figlia di un ubriacone, Semën Zachàrovič Marmeladov, che Raskòl'nikov incontra in una bettola all'inizio del romanzo. Alla morte di Semën, Raskòl'nikov manifesta d'impulso generosità verso la sua poverissima famiglia. Sonja quindi lo cerca e lo va a ringraziare e, in quell'occasione, i due personaggi si conoscono per la prima volta. Lei è stata condotta alla prostituzione dalle abitudini di suo padre, ma si mantiene ancora estremamente religiosa e simbolicamente legata al Vangelo.
Raskòl'nikov si ritrova attratto da lei a tal punto che ella diventa la prima persona a cui confessa il suo delitto. Lei lo sostiene anche se una delle due vittime, la merciaia Lizaveta, era sua amica; lo incoraggia a diventare credente e a confessare. Raskòl'nikov lo fa quando ormai il colpevole era stato individuato in altri, e, dopo la sua confessione, Sonja lo segue in Siberia, dove vive nella stessa città della prigione. Qui ella si crea un'occupazione come sarta e si rende anche utile ai detenuti che l'amano sinceramente. È anche qui che Raskòl'nikov comincia la sua rinascita spirituale, quando finalmente comprende e accetta di amarla.

### Altri personaggi
- Porfirij Petrovič: giudice istruttore trentacinquenne incaricato di risolvere gli assassinî di Raskòl'nikov, insieme a Sonja guida Raskol'nikov verso la confessione. Nonostante la mancanza di prove, è sicuro, dopo diverse conversazioni con lui, che Raskòl'nikov sia l'omicida, ma gli dà la possibilità di confessare spontaneamente. Ha una notevole capacità oratoria; usa con abilità diabolica la diversione, la dissimulazione, la sua stessa contraddizione e il sottinteso, e sa porsi all'altezza dell'intelligenza del protagonista. Parente di Razumichin.
- Avdot'ja Romànovna Raskol'nikova: sorella di Raskòl'nikov, chiamata anche Dunja e, con diminutivo, Dùnečka. Oltre a essere un personaggio di elevato valore morale, è descritta come molto bella. Progetta di sposare il ricco, sebbene moralmente depravato, Lužin per salvare la famiglia dalla miseria finanziaria. È seguita a San Pietroburgo dal turbato Svidrigajlov, che cerca di riguadagnarla con ricatti. Lei respinge entrambi gli uomini a favore del leale amico di Raskol'nikov, Razumichin. In seguito sposerà Razumichin, e Svidrigajlov, respinto, si suiciderà.

- Arkadij Ivanovič Svidrigajlov: ricco depravato e villano ex-datore di lavoro e, in quella veste, autore di molestie nei confronti di Avdot'ja Romanovna. Successivamente pretendente della stessa Dunja e perciò rivale di Lužin. È sospettato di multiple azioni omicide e di pedofilia. Nonostante la sua apparente malevolenza, Svidrigajlov è simile a Raskòl'nikov per i suoi casuali atti di carità. Si sobbarca le spese affinché i figli dei Marmeladov entrino in un orfanotrofio (dopo che entrambi i loro genitori sono morti) e lascia i soldi rimanenti alla sua giovane fidanzata, di soli 16 anni.
- Marfa Petrovna Svidrigàjlova: moglie di Svidrigajlov, più anziana di questi di cinque anni e più benestante per nascita. Lontanamente parente di Lužin.
- Dmitrij Prokof'ič Vrazumichin: chiamato da tutti Razumichin, è il leale, benevolo ed unico amico di Raskòl'nikov. Anch'egli è un ex studente. È un ragazzone buono, ingenuo e un po' timido. Raskol'nikov più volte affida la cura della sua famiglia a Razumichin, che non viene meno alla sua parola. Aiuta molto anche in tribunale Raskòl'nikov alleviando la sua pena che è di soli otto anni. Alla fine lui e Dunja si sposeranno.

- Katerina Ivànovna Marmeladova: moglie di Semën Marmeladov, malata di tisi e irascibile. Si sposa con Semën Marmeladov che è vedova e giá mamma di tre figli piccoli da crescere. Dopo la morte di Semën Marmeladov, Katerina impazzisce e muore anch'ella poco dopo.
- Semën Zachàrovič Marmeladov: ubriacone senza speranza ma affabile, che si compiace del proprio dolore, e padre di Sonja. Nella taverna informa Raskòl'nikov della sua situazione familiare e, quando viene investito da una carrozza, Raskòl'nikov dà alla sua famiglia ciò che rimane dei suoi soldi per aiutare nelle spese funerarie.
- Pul'chèrija Aleksàndrovna Raskol'nikova: madre relativamente ingenua e speranzosa di Raskòl'nikov. Lo informa del progetto di sua sorella Dunja di sposare Lužin. Ama la figlia Dunja e in modo smisurato il figlio Rodja a tal punto che esso sin dall'inizio del romanzo ne risulta oppresso, incapace di giustificare tale forte sentimento.
- Pëtr Petrovič Lužin: uomo quarantacinquenne meschino e pieno di sé. Esercita la professione di avvocato, è benestante ed elegante. Ha della moglie l'idea di un'ammiratrice privata e vorrebbe sposare Dunja per sentirsi un benefattore, suo e di sua madre, e con la conseguenza che lei gli sia completamente asservita.
- Andrèj Semënovič Lebezjatnikov: il compagno di stanza radicalmente socialista di Lužin. Questi lo nomina, la prima volta, come suo giovane amico che però poi testimonia il suo tentativo di incriminare Sonja e successivamente lo smaschera.
- Alëna Ivànovna: "La vecchia", avida e sgradevole usuraia. È l'obiettivo intenzionale di Raskòl'nikov per l'omicidio.
- Lizaveta Ivànovna: la semplice, innocente e molto religiosa, sorellastra più giovane di Alëna (in quanto figlia dello stesso padre di Alëna ma di madre diversa) che arriva in casa della sorella durante l'assassinio ad opera di Raskòl'nikov, e viene quindi, subito dopo, uccisa anch'ella. Era merciaia e amica di Sonja.
- Zòsimov: benestante amico ventisettenne di Razumichin e dottore alle prime armi, che si prende cura di Raskòl'nikov.
- Nastas'ja Petrovna: serva della padrona di Raskol'nikov e fedele e silenziosa presenza amica per Raskol'nikov.
- Nikodìm Fomič: commissario di quartiere, persona gentile. Conosce Raskòl'nikov al commissariato, in occasione di una convocazione di quest'ultimo per una cambiale scaduta e lo rivede per caso a casa di Marmeladov, quando questi era da poco spirato.
- Il'ja Petrovič Poroch: tenente di polizia.
- Aleksàndr Grigòr'evič Zamëtov: alto impiegato alla stazione di polizia, corrotto ma amico di Razumichin. Raskòl'nikov desta attivamente in Zamëtov sospetti sul suo stesso conto. Ciò lo fa, paradossalmente, spiegandogli come lui, Raskòl'nikov, avrebbe agito per dissimulare i suoi stati d'animo e per allontanare da sé i sospetti se avesse compiuto alcuni crimini. Questa scena illustra l'argomentazione della convinzione di Raskòl'nikov della sua superiorità come superuomo.
- Nikolaj Dement'ev: un imbianchino che ammette di essere colpevole del delitto. È chiamato anche Mikolàj.
- Polina Semёnovna Marmeladova: figlia di 10 anni di Semën Zachàrovič Marmeladov e sorella minore di Sonja, alle volte chiamata Pòlečka o Polja.

## Analisi
Il comportamento di Raskòl'nikov durante tutto il libro si può anche trovare in altre opere di Dostoevskij, come Memorie dal sottosuolo e I fratelli Karamazov (il suo comportamento è assai analogo a quello di Ivan Karamazov in quest'ultimo romanzo). Crea sofferenza per se stesso uccidendo l'usuraia e vivendo in modo indigente. Razumichin si trova nella stessa situazione di Raskòl'nikov, ma vive molto più serenamente; quando Razumichin si offre di trovargli un lavoro, Raskol'nikov rifiuta; confessa alla polizia di essere l'assassino, sebbene non ve ne sia evidenza. Cerca costantemente di raggiungere e definire i confini di ciò che può e non può fare (durante tutto il libro misura la propria paura, e cerca mentalmente di dissuadersene), e la sua depravazione (con riferimento alla sua irrazionalità e paranoia) è comunemente interpretata come un'affermazione di se stesso come una coscienza trascendente ed un rifiuto della razionalità e della ragione.
Questo è un tema comune nell'esistenzialismo; piuttosto interessante è anche che Friedrich Nietzsche, ne Il crepuscolo degli idoli, elogiò gli scritti di Dostoevskij, nonostante il teismo presente in essi: "Dostoevskij, l'unico psicologo, peraltro, da cui ebbi mai qualcosa da imparare; lui è uno degli accidenti più felici della mia vita, persino più della scoperta di Stendhal". Walter Kaufmann riteneva che le opere di Dostoevskij fossero state l'ispirazione per La metamorfosi di Franz Kafka.
Raskol'nikov crede che solo dopo aver definito la morale e la legge uccidendo qualcuno lui possa essere uno dei migliori, come accadde a Napoleone. Nel romanzo infatti le ragioni dell'omicidio sono solo superficialmente economiche. Raskol'nikov lascia la maggior parte dei soldi nella casa della strozzina sua vittima. Le ragioni dell'omicidio vanno dunque ricercate nella morale che giustifica l'affermazione individuale attraverso il diritto sulla vita altrui.
Il romanzo contiene diversi rimandi a storie del Nuovo Testamento, compresa quella di Lazzaro, la cui morte e rinascita sono parallele alla morte e rinascita spirituale di Raskòl'nikov; e dell'Apocalisse, rispecchiata in un sogno che Raskòl'nikov fa su una piaga asiatica che diventa un'epidemia mondiale. Il Vangelo è espressamente richiamato nel romanzo solamente due volte: una prima volta, quando il protagonista si fa leggere da Sònja il passo della resurrezione di Lazzaro dall'undicesimo capitolo del Vangelo di San Giovanni, e una seconda volta, proprio nelle ultime righe del romanzo, quando Raskol'nikov, ormai in penitenziario, si ritrova il Vangelo di Sònja sotto il cuscino ove lo aveva riposto.

### Analisi di Pasolini
Pier Paolo Pasolini nella sua analisi di quest'opera sostiene che Raskòl'nikov sia vittima di una passione infantile edipica, egli è turbato dall'amore della madre e della sorella, "le cui conseguenze sono quelle ben note: la sessuofobia, la freddezza sessuale e il sadismo". Nel corso dell'opera Raskol'nikov sembra innamorarsi di una giovane ragazza malata di tifo, brutta e smunta; in quest'amore però non trova mai spazio la sessualità. A tutto ciò si aggiungono gli obblighi che il giovane ha verso la propria famiglia che lo mantiene negli studi nella capitale e per cui compie enormi sacrifici. Raskòl'nikov si trova così imprigionato in un "incubo kafkiano", l'unica cosa che può fare è trovare delle giustificazioni e elaborare teorie su quel destino da cui non può sottrarsi. Così un giorno dall'esterno, dall'alto, giunge l'idea di uccidere l'usuraia, rappresentazione della madre: entrambe le donne infatti rappresentano gli obblighi umilianti a cui il protagonista è sottoposto. Inoltre nelle sue azioni si riconosce un piano ben delineato, l'assassino giunge di proposito in ritardo nell'appartamento e lascia la porta aperta per poter così uccidere anche la sorella dell'usuraia, soffocando i due lati dell'amore per lui: quello tenero e quello violento. Tuttavia questa uccisione simbolica rappresenta un fallimento, poiché la famiglia del ragazzo giunge nella capitale come in una sorta di resurrezione, è tutto da ricominciare, ma oramai il protagonista si muove per inerzia, in balia degli eventi, ed intraprende la sua "via crucis" verso la fine. In questo cammino egli incontra Son'ja "a cui confessa per sadismo la propria colpa".
Tuttavia alla fine del romanzo avviene la morte della madre, apparentemente anagrafica, ma che causa nel protagonista una vera e propria conversione: tutto a un tratto Raskol'nikov si accorge di amare la ragazza, e cessa qualsiasi forma di tortura psicologica che usava sulla ragazza per torturare sé stesso. Secondo Pasolini l'autore oltre ad aver aperto la strada a Nietzsche (articolo del superuomo) e a Kafka (se eliminata la descrizione dell'assassinio il libro diventa un enorme processo), anticipa anche la futura psicoanalisi di Freud.

### Temi

#### Salvezza attraverso la sofferenza
Delitto e castigo illustra il tema del conseguimento della salvezza attraverso la sofferenza, una caratteristica comune nell'opera di Dostoevskij. Questa è l'idea (precipuamente cristiana) che l'atto del soffrire ha un effetto purificatore sullo spirito umano, che gli rende accessibile la salvezza in Dio. Un personaggio che personifica questo tema è Son'ja, che mantiene abbastanza fede per guidare e sostenere Raskòl'nikov nonostante la sua immensa sofferenza. Benché possa sembrare macabra, è un'idea relativamente ottimistica nel regno della morale cristiana. Ad esempio, persino Svidrigajlov, in origine malevolo, riesce a compiere atti di carità seguendo la sofferenza indotta dal completo rigetto di Dunja. Dostoevskij si mantiene fedele all'idea che la salvezza è un'opzione possibile per tutti, persino per coloro che hanno peccato gravemente. È il riconoscimento di questo fatto che porta Raskol'nikov alla confessione. Sebbene Dunja non avrebbe mai potuto amare Svidrigajlov, Son'ja ama Raskòl'nikov e esemplifica i tratti dell'ideale perdono cristiano, permettendo a Raskòl'nikov di confrontarsi con il suo delitto e di accettare il suo castigo.

#### Esistenzialismo cristiano
Un'idea centrale dell'esistenzialismo cristiano è la definizione dei limiti morali dell'azione umana entro un mondo governato da Dio. Raskòl'nikov esamina i limiti costituiti e decide che un atto manifestamente immorale è giustificabile a condizione che porti a qualcosa di incredibilmente grandioso. Tuttavia, Dostoevskij si erge contro questo pensiero ambizioso facendo sgretolare e fallire Raskol'nikov nelle conseguenze del suo delitto.

## Adattamenti cinematografici e televisivi
Sono stati effettuati molti adattamenti cinematografici e televisivi del romanzo.
Alcuni dei più famosi sono:
- Prestuplenie i nakazanie (Преступление и наказание), (1913, Russia, diretto da I. Vronsky)
- Raskolnikov (1923, diretto da Robert Wiene)
- Ho ucciso! (Crime and Punishment) (1935, diretto da Josef von Sternberg, con Peter Lorre, Edward Arnold e Marian Marsh)
- Prestuplenie i nakazanie (Преступление и наказание), (1940, URSS, diretto da Pavel Kolomoytsev)
- Delitto e castigo (1954, miniserie TV, diretta da Franco Enriquez, con Giorgio Albertazzi)
- I peccatori guardano il cielo (Crime et châtiment), (1956, Francia, diretto da Georges Lampin, con Lino Ventura e Jean Gabin)
- Delitto e castigo (1963, miniserie TV, diretta da Anton Giulio Majano, con Luigi Vannucchi)
- Prestuplenie i nakazanie (Преступление и наказание) (1970, URSS, diretto da Lev Kulidzhanov)[6]
- Crime and Punishment (1979, miniserie TV, diretto da Michael Darlow, con Timothy West, Vanessa Redgrave e John Hurt)
- Delitto e castigo (1983, miniserie TV, diretta da Mario Missiroli, con Gabriele Ferzetti e Piero Mazzarella)
- Crime and Punishment - Delitto e castigo (titolo originale: Rikos ja rangaistus) (1983, diretto da Aki Kaurismaki, adattamento ambientato nella Helsinki moderna)
- Crime and Punishment (1998, film TV, diretto da Joseph Sargent, con Patrick Dempsey, Ben Kingsley e Julie Delpy)
- Delitto + castigo a Suburbia (2000, diretto da Rob Schmidt, adattamento ambientato nell'America moderna e liberamente tratto dal romanzo)
- Crime and Punishment (2002, diretto da Julian Jarrold, con John Simm), miniserie TV
- Delitto e castigo (Crime and Punishment), regia di Menahem Golan (2002)
- Prestuplenie i nakazanie (Преступление и наказание), (2007, Russia, miniserie TV, diretto da Dmitriij Svetozarov)

## Influenza nei media
- Anche se non un diretto adattamento, il film Match Point di Woody Allen (2005, con Jonathan Rhys Meyers e Scarlett Johansson), che tratta di temi molto affini a quelli del romanzo, ne fu certamente influenzato. Inoltre, anche i film dello stesso Woody Allen Crimini e misfatti (1989), Sogni e delitti (2007) e Irrational Man (2015) si rifanno e si riferiscono, in maniera evidente benché mai esplicita, ai temi di Delitto e castigo.
- Delitto e castigo ha avuto una notevole influenza nella realizzazione del film Diario di un ladro di Robert Bresson, girato nel 1959.
- Anche il film di Alfred Hitchcock Nodo alla gola ripercorre per certi versi (in particolare il personaggio di Phillip) il romanzo (un omicidio, la sua giustificazione ideologica e la fragilità emotiva di uno degli assassini), tanto che proprio Phillip vi fa riferimento direttamente in una battuta.
- Nel saggio Lezioni di regia, raccolta delle lezioni che il regista russo Sergej Michajlovič Ėjzenštejn teneva all'Istituto statale di cinematografia, un capitolo è dedicato ad una possibile messa in scena cinematografica di un episodio del libro di Dostoevskij: l'uccisione dell'usuraia.
- Anche la stessa trama di Taxi Driver (regia di Martin Scorsese, scritto da Paul Schrader) ripercorre quella di Delitto e castigo: come Raskolnikov, anche il personaggio interpretato da Robert De Niro trova nell'eliminare i "pidocchi" (nel suo caso, prima il senatore Palantine, poi il pappone di Iris) l'unico mezzo possibile per diventare un qualcuno e dar così senso alla propria esistenza.
- Nel videogioco Sherlock Holmes: crimini e punizioni il famoso detective durante gli spostamenti in carrozza tra uno scenario e l'altro spesso legge proprio il romanzo di Fëdor Dostoevskij.
- Dal romanzo è stato tratto un manga ambientato a Tokyo in epoca moderna, che ne riprende le tematiche fondamentali: Delitto e castigo - A Falsified Romance.
- Nel videgioco Limbus company: esiste un personaggio giocabile "Rodion" e la sua storia prende spunto dal romanzo di Fëdor Dostoevskij.
- La trama del videogioco Silent Hill 2, prodotto da Konami, si ispira al romanzo di Fëdor Dostoevskij.
- In una delle quattro vite di Archie Ferguson, protagonista di 4321 (2017), il romanzo viene descritto come un “fulmine che si abbattè dal cielo e lo mandò in frantumi […] se un romanzo poteva fare questo al tuo cuore, allora scrivere romanzi era senz’altro la cosa migliore che potevi fare nella vita”.[7]

## Edizioni italiane
- Il delitto e il castigo (Raskolnikoff). Romanzo, 3 voll., Milano: Fratelli Treves, 1889
- Eugenio Venceslao Foulques, Napoli: Salvatore Romano, 1903
- Paolo Teglio Roma: Istituto editoriale di cultura, circa 1910
- Elio Jona, Milano: Federazione italiana delle biblioteche popolari, 1919
- Federigo Verdinois, Lanciano: Carabba, 1921
- Luigi Ermete Zalapy, Sesto San Giovanni-Milano: Barion, 1929
- Sergio Balakoucioff, Milano: Bietti, 1930; Santarcangelo di Romagna: Rusconi, 2014
- A. Poliukin e Decio Cinti, 1930
- Alfredo Polledro, Torino: Slavia, 1930; Torino: Einaudi, 1947; Milano: Mondadori, 1963
- Silvio Polledro, Milano: Rizzoli, 1951
- Linda Rossi, Milano: Lucchi, 1954; a cura di Sarah Tardino, Liberamente, 2019
- Pina Maiani, Torino: UTET, 1958
- Eridano Bazzarelli, Milano: Mursia, 1959
- Vittoria de Gavardo-Carafa, Catania: Paoline, 1960; Roma: Newton Compton, 1994-2014-2021
- Gianlorenzo Pacini, Novara: Ist. Geografico De Agostini, 1967, 2017
- Milli Martinelli, Milano: Rusconi, 1969
- Pietro Zveteremich, Milano: Garzanti, 1969
- Giorgio Kraiski, Milano: Garzanti, 1973
- Serena Prina, Milano: Mondadori, 1994; Nuova ed. riveduta, Milano: Mondadori, 2021.
- Elena Bedini, Trento: Reverdito, 1995
- Costantino Di Paola, Venezia: Marsilio, 1999
- Serena Bellavista, Roma: Editalia, 2000
- Cesare Giuseppe De Michelis, Roma: L'Espresso, 2004
- Matteo Grati, Milano: Baldini Castoldi Dalai, 2009
- Emanuela Guercetti, Torino: Einaudi, 2013
- Damiano Rebecchini, Milano: Feltrinelli, 2013 [l'edizione ha ottenuto il Premio internazionale di traduzione "Italia-Russia attraverso i secoli"]

Sono pubblicate anche le riduzioni teatrali di: Gaston Baty (per la regia di Giorgio Strehler), Giovacchino Forzano (opera con musica di Arrigo Pedrollo), Dante Guardamagna, Glauco Mauri, Peter Sutermeister (su musiche di Heinrich Sutermeister) e di Jolanda Zocchi; per il cinema quelle di Stefania Quadrio, di Mario Missiroli e Tullio Kezich, di Aki Kaurismäki e Pauli Pentti. 
Esiste anche una versione raccontata da Abraham Yehoshua.

## Curiosità
Secondo un aneddoto raccontato da George Gamow a Arthur Koestler, un giorno il fisico russo Pëtr Leonidovič Kapica diede la traduzione inglese di Delitto e castigo al fisico Paul Dirac. Quando gli chiese cosa ne pensasse del romanzo egli rispose: «Niente male. Ma in un capitolo l'autore ha fatto uno sbaglio. Ha raccontato che il sole è sorto due volte nello stesso giorno.» Questo fu il suo unico commento.